# Cylindrothecium rubicundum
Cylindrothecium rubicundum là một loài Rêu trong họ Entodontaceae. Loài này được (Mitt.) Wilson mô tả khoa học đầu tiên năm 1894.